# پوونی (مونتانا)

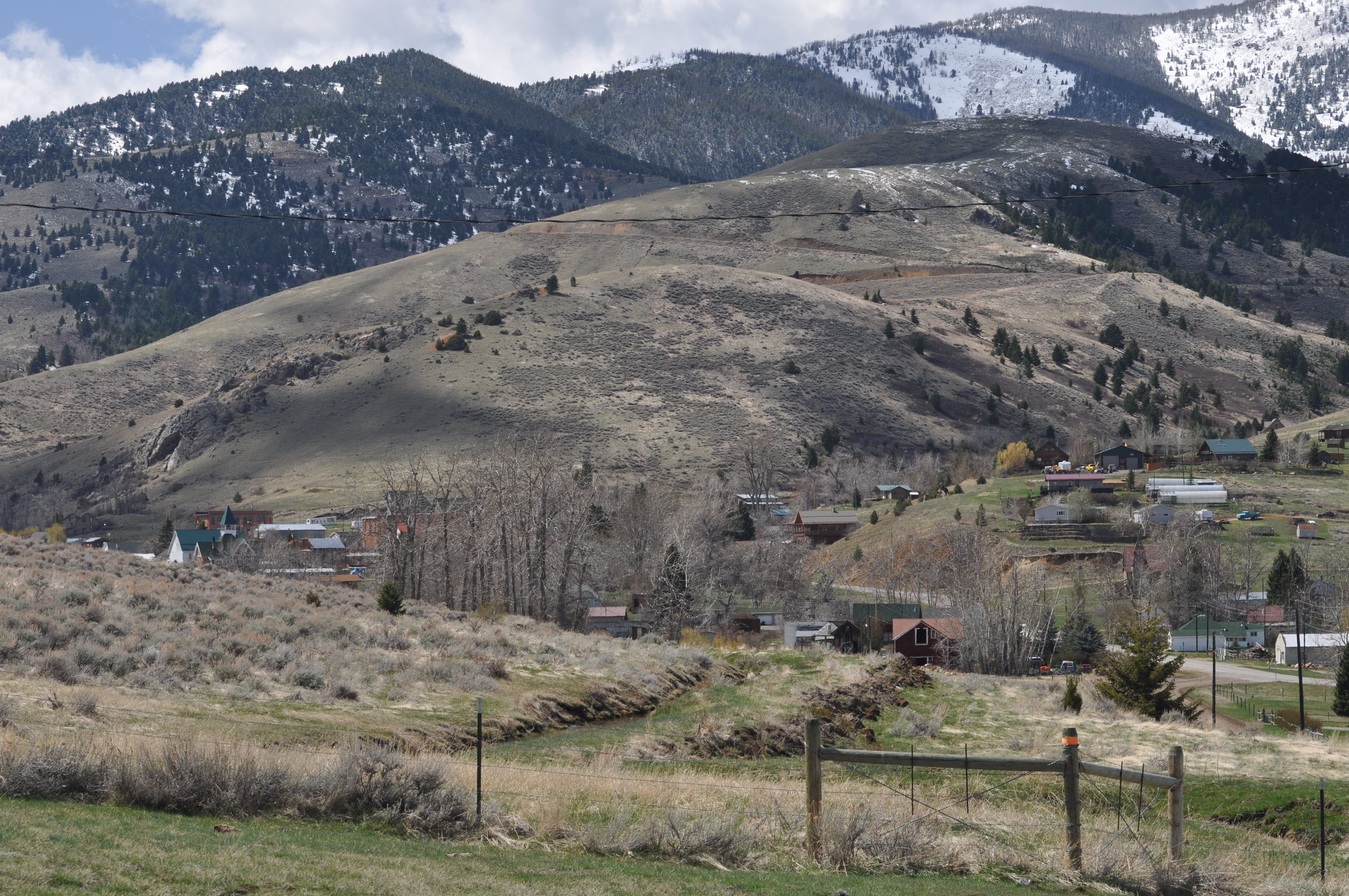
پوونی، مونتانا

پوونی (به انگلیسی: Pony) شهری در ایالت مونتانا کشور ایالات متحده آمریکا است که جمعیت آن در سرشماری سال ۲۰۱۰ میلادی، ۱۱۸ نفر بوده‌است.